# フアン・ガブリエル・ベニテス
フアン・ガブリエル・ベニテス・マレコ（スペイン語: Juan Gabriel Benítez Mareco、1983年頃 - ）はパラグアイのサッカー審判員。
2016年のクラウスーラからプリメーラ・ディビシオン（パラグアイ1部）での審判を務めており、2019年からは国際サッカー連盟 (FIFA) に国際審判員として登録され、国際試合でも活動している。
パラグアイ国内では最大のライバル対決とされるセロ・ポルテーニョ対オリンピアの「スーペルクラシコ」を2023年以降4度担当しているほか、国際試合ではコパ・スダメリカーナでは2019年以降、コパ・リベルタドーレスでは2020年以降担当しており、2019年にペルーで行われた南米U-17選手権の審判団にも選ばれたほか、コパ・アメリカ2024の審判団にも名を連ねた。

### 注記
1. ↑  2024年8月時点で年齢を「41歳」とする報道がある[1]。